# Gustavo Peña
Gustavo Peña Velasco (Talpa de Allende, 1942. november 22. – 2021. január 19.) válogatott mexikói labdarúgó, edző.

## Pályafutása

### Klubcsapatban
1960 és 1967 között az Oro játékosa volt. Közel húsz évet játszott a mexikói első osztályban az Oro, a Cruz Azul (1967–70), a CF Monterrey (1973–76) és az CF Laguna (1976–77) csapataiban.

### A válogatottban
1961 és 1974 között 82 alkalommal szerepelt a mexikói válogatottban és 3 gólt szerzett. Részt vett az 1966-os és a hazai rendezésű 1970-es világbajnokságon.

### Edzőként
Edzői pályafutását a Tampico Madero együttesénél kezdte 1977-ben, ahonnan egy évvel később távozott. Ezt követően a Leones Negros (1978–79), majd a Monterrey (1979) csapatainál dolgozott. 1979-ben a mexikói válogatottat irányította szövetségi kapitányként. 1980 és 1983 között ismét a Tampico Maderót edzette.

## Halála
2021. január 19-én hunyt el koronavírus-fertőzés következtében.

## Sikerei, díjai
CD Oro
- Mexikói bajnok (1): 1962–63
- Mexikói szuperkupa (1): 1963

Cruz Azul
- Mexikói bajnok (2): 1968–69, 1970
- Mexikói kupa (1): 1968–69
- Mexikói szuperkupa (1): 1969
- CONCACAF-bajnokok kupája (2): 1969, 1970